# Tsingy de Bemaraha

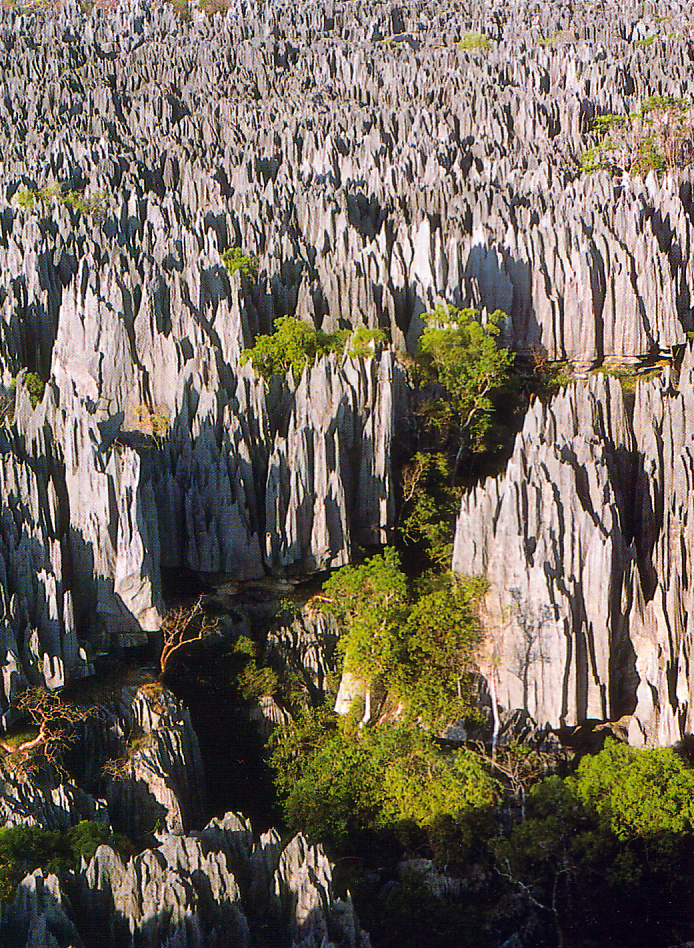
Krajobraz Tsingy de Bemaraha

Tsingy de Bemaraha – wapienny masyw w zachodnim Madagaskarze, położony około 60–80 km od zachodniego wybrzeża wyspy, pomiędzy miejscowością Bekopaka a rzeką Demoka. Zajmuje powierzchnię 152 tys. ha. Leży na wysokości 150–170 m n.p.m.
Masyw zbudowany jest z wapieni dolnojurajskich. Od trzeciorzędu zachodzą tu intensywne procesy krasowe, które doprowadziły do powstania niezwykłych form. Są to wysokie, szpiczaste iglice nazywane przez Malgaszy tsingami. W dolnej części masywu znajdują się liczne jaskinie z bogatą szatą naciekową.
Od 1927 objęty ochroną rezerwatową. Od 1990 wpisany jest na listę światowego dziedzictwa kulturowego i przyrodniczego UNESCO (od 2023 w ramach obiektu lasy kserofityczne Andrefany).